# 鄒簡臣
鄒簡臣（？年—？年），字開樂，四川樂至縣人，明末李自成、張獻忠之亂，鄒簡臣起義兵，得十餘萬人，恢復順慶十餘城，閣部王應熊奏其功，授邛州知州，轉戰爐簡間，屢以績陞按察司副使。

## 生平
中式崇禎十五年壬午科四川鄉試，張獻忠作亂后，其餘孽佔據四川各個州縣，前明的遺臣王應熊、樊一蘅受唐王的詔命在四川剿匪，命鄒簡臣撫南鎮，南鎮的守將見到鄒簡臣就哭，鄒簡臣說：「哭什麼哭，若有二心，我的頭都可以拿去嗎，不要這樣作兒女姿態」，授邛州知州，又被任命為下川南道，招撫流亡，有很多得人心的政績，後被李乾德誣陷罷職，寓居洪雅，時劉文秀偽造永曆詔召鄒簡臣，鄒簡臣不去，遣緹騎來捉他，被他逃去，吳三桂亂蜀時，再召他也不去，在花溪修房居住，學者稱「易齊先生」，著有《壬辰紀畧》，存於家。